# Lizas
Lizas es un barrio ubicado en el municipio de Maunabo en el estado libre asociado de Puerto Rico. En el Censo de 2010 tenía una población de 762 habitantes y una densidad poblacional de 128,2 personas por km².

## Geografía
Lizas se encuentra ubicado en las coordenadas 18°1′18″N 65°56′20″O / 18.02167, -65.93889. Según la Oficina del Censo de los Estados Unidos, Lizas tiene una superficie total de 5.94 km², que corresponden a tierra firme.

## Demografía
Según el censo de 2010, había 762 personas residiendo en Lizas. La densidad de población era de 128,2 hab./km². De los 762 habitantes, Lizas estaba compuesto por el 49.61% blancos, el 32.02% eran afroamericanos, el 0.79% eran amerindios, el 13.78% eran de otras razas y el 3.81% pertenecían a dos o más razas. Del total de la población el 99.87% eran hispanos o latinos de cualquier raza.